# Dainik Bhaskar
Dainik Bhaskar est un journal quotidien indien de langue hindi. Il appartient au Dainik Bhaskar Group. Il est selon l'Audit Bureau of Circulations l'un des journaux mondiaux avec le plus grand tirage et le journal indien avec le plus grand tirage,.  

## Histoire
Il commence à être publié à Bhopal en 1958, puis se développe en 1983 à Indore. Dans les années 2020, le Dainik Bhaskar est diffusé dans 12 États avec 65 éditions en hindi, mais aussi marathi et gujarati.